# Coach Bennet

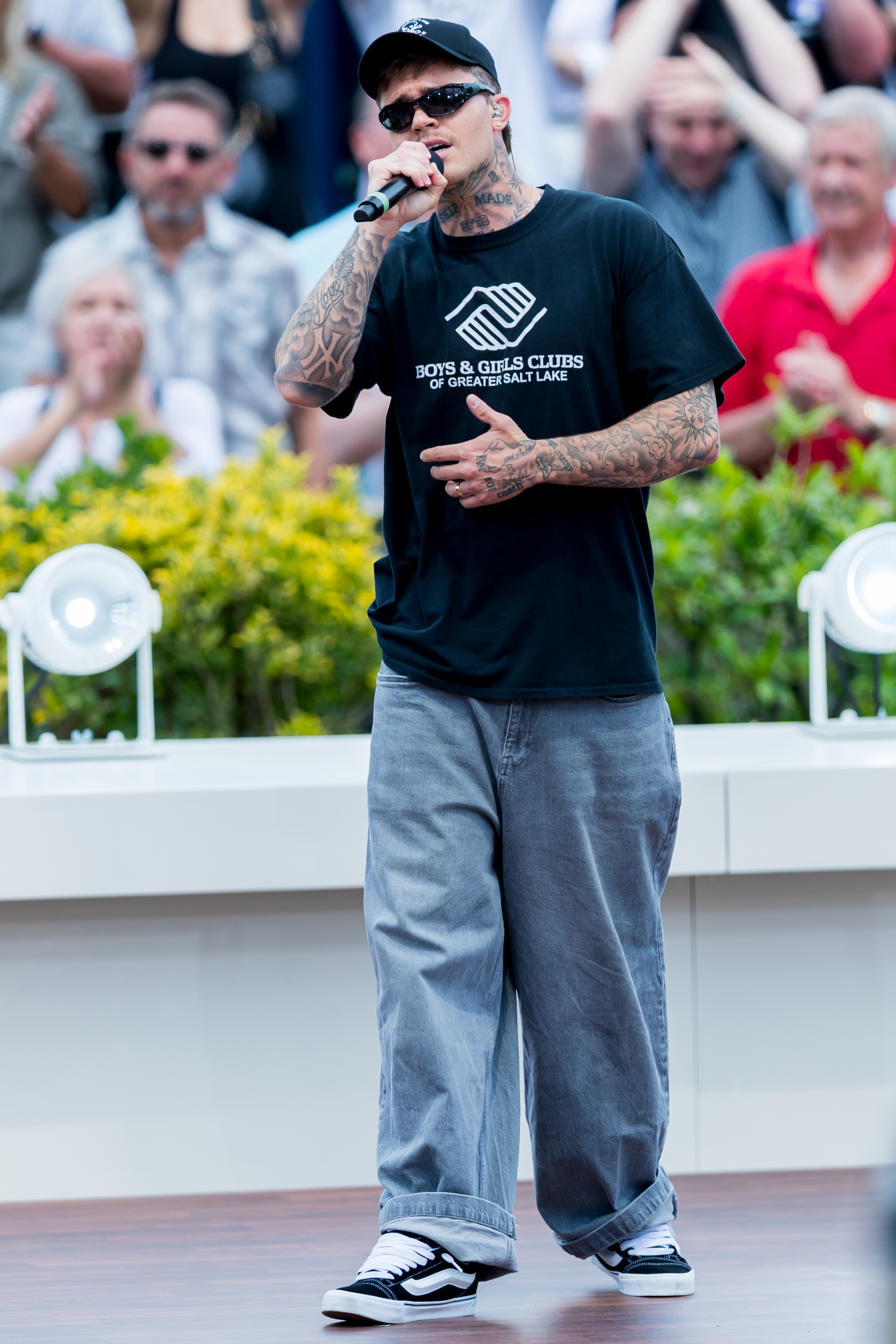
Coach Bennet 2025

Coach Bennet (* 2. April 1995 in Neustrelitz; bürgerlich Bennet Pfeifer) ist ein deutscher Rapper und Songwriter. Er steht bei Chapter ONE unter Vertrag.

## Karriere
Coach Bennet hatte einen Vertrag bei dem Musiklabel Four Music, steht nun jedoch bei Chapter ONE unter Vertrag. Weitreichende Bekanntheit erlangte er in mehreren Videos des YouTubers und Influencers UnsympathischTV.
Bennet hat Anfang 2021 seine erste Single Coach veröffentlicht. Seine zweite Single Ride Out wurde am 26. Februar 2021 veröffentlicht. Am 9. April desselben Jahres hat Coach Bennet seine dritte Single Oh Baby veröffentlicht. Seine vierte Single Man in the Mirror wurde am 28. Mai veröffentlicht.

## Diskografie
Singles
- 2021: Coach (22. Januar 2021)
- 2021: Ride Out (6. Februar 2021)
- 2021: Oh Baby (9. April 2021)
- 2021: Man in the Mirror (28. Mai 2021)
- 2021: Over (30. August 2021)
- 2021: Loverboy (1. Oktober 2021)
- 2021: Leinwand (19. November 2021)
- 2022: Wenn du weinst (21. Januar 2022; feat. Ardian Bujupi; #3 der deutschen Single-Trend-Charts am 28. Januar 2022[6])
- 2022: Hollywood Dreams (28. Oktober 2022)
- 2022: Babyblau (25. November 2022)
- 2022: All Eyes On Me (16. Dezember 2022)
- 2023: Was machst du so (20. Januar 2023)
- 2023: Better Than Me (3. Februar 2023)
- 2023: Flex No Flex (3. März 2023)
- 2023: Yeah Yeah (6. April 2023)
- 2023: It Was All A Dream (20. April 2023)
- 2023: Step Up (6. Juli 2023)
- 2023: Wie viel kostet das Glück (13. Juli 2023)
- 2023: Sarah (10. August 2023)

| Jahr | Titel Label                                               | Höchstplatzierung, Gesamtwochen, AuszeichnungChartsChartplatzierungen (Jahr, Titel, Label, Platzierungen, Wochen, Auszeichnungen, Anmerkungen) | Anmerkungen                                                |
| Jahr | Titel Label                                               | DE | Anmerkungen                                                |
| ---- | --------------------------------------------------------- | --- | ---------------------------------------------------------- |
| 2021 | Coach Four Music/Two Sides                                | — | Erstveröffentlichung: 22. Januar 2021 Streams: 5,1 Mio. +  |
| 2021 | Ride Out Four Music/Two Sides                             | — | Erstveröffentlichung: 6. Februar 2021 Streams: 5 Mio. +    |
| 2021 | Oh Baby Four Music/Two Sides                              | — | Erstveröffentlichung: 9. April 2021 Streams: 1,1 Mio. +    |
| 2021 | Man in the Mirror Four Music/Two Sides                    | — | Erstveröffentlichung: 28. Mai 2021 Streams: 2,8 Mio. +     |
| 2021 | Over Four Music/Two Sides                                 | — | Erstveröffentlichung: 30. August 2021 Streams: 700.000 +   |
| 2021 | Loverboi Four Music/Two Sides                             | — | Erstveröffentlichung: 1. Oktober 2021 Streams: 1,5 Mio. +  |
| 2021 | Leinwand Four Music/Two Sides                             | — | Erstveröffentlichung: 19. November 2021 Streams: 450.000 + |
| 2022 | Wenn du weinst (feat. Ardian Bujupi) Four Music/Two Sides | DE3 (1 Wo.)DE | Erstveröffentlichung: 21. Januar 2022 Streams: 3,8 Mio. +  |
| 2022 | So Fresh So Clean Four Music/Two Sides                    | — | Erstveröffentlichung: 18. Februar 2022 Streams: 300.000 +  |
| 2022 | Hollywood Dreams Chapter ONE                              | — | Erstveröffentlichung: 28. Oktober 2022 Streams: 300.000 +  |
| 2022 | Babyblau Chapter ONE                                      | — | Erstveröffentlichung: 25. November 2022 Streams: 800.000 + |
| 2022 | All Eyes On Me Chapter ONE                                | — | Erstveröffentlichung: 16. Dezember 2022 Streams: 200.000 + |
| 2022 | Was machst du so Chapter ONE                              | — | Erstveröffentlichung: 19. Januar 2023 Streams: 150.000 +   |
| 2023 | Better Than Me Chapter ONE                                | — | Erstveröffentlichung: 3. Februar 2023 Streams: 100.000 +   |
| 2023 | Flex No Flex Chapter ONE                                  | — | Erstveröffentlichung: 3. März 2023 Streams: 100.000 +      |
| 2023 | Yeah Yeah Chapter ONE                                     | — | Erstveröffentlichung: 6. April 2023 Streams: 100.000 +     |
| 2023 | It Was All A Dream Chapter ONE                            | — | Erstveröffentlichung: 20. April 2023 Streams: 100.000 +    |
| 2023 | Step Up Chapter ONE                                       | — | Erstveröffentlichung: 6. Juli 2023 Streams: 50.000 +       |
| 2023 | Wie viel kostet das Glück Chapter ONE                     | — | Erstveröffentlichung: 13. Juli 2023 Streams: 50.000 +      |
| 2023 | Sarah Chapter ONE                                         | — | Erstveröffentlichung: 10. August 2023 Streams: 50.000 +    |

Alben
- 2022: ALIVE (Four Music)

| Jahr | Titel Label                | Höchstplatzierung, Gesamtwochen, AuszeichnungChartsChartplatzierungen (Jahr, Titel, Label, Platzierungen, Wochen, Auszeichnungen, Anmerkungen) | Anmerkungen                         |
| Jahr | Titel Label                | DE | Anmerkungen                         |
| ---- | -------------------------- | --- | ----------------------------------- |
| 2022 | ALIVE Four Music/Two Sides | — | Erstveröffentlichung: 11. März 2022 |